# Skånes fögderier
Skånes fögderier var sedan slutet av 1600-talet åtta till antalet, vilka bestod av följande härader: 
1. Oxie, Skytts och Vemmenhögs
2. Torna, Bara och Harjagers
3. Ljunits, Herrestads, Ingelstads och Järrestads
4. Frosta och Färs
5. Luggude, Rönnebergs och Onsjö
6. Norra och Södra Åsbo samt Bjäre
7. Östra och Västra Göinge
8. Villands, Gärds och Albo

Genom Kungl. Maj:ts brev den 9 maj 1719 bestämdes, att av Skånes åtta fögderier skulle de fyra förstnämnda ligga i Malmöhus län och de övriga i Kristianstads län.
Redan den 4 maj 1720 förklarade Kungl. Maj:t, i anledning av riksens ständers sekreta utskotts framställning, funnit gott att i nämnda indelning göra en sådan ändring till befordran av Kungl. Maj:ts och rikets tjänst samt landets försvar och invånarnas bekvämlighet såväl som till erhållande av en bättre jämlikhet länen emellan, att det av Luggude, Rönnebergs och Onsjö härader bestående fögderiet skulle förläggas till Malmöhus län samt Ingelstads och Järrestads härader tilldelas Kristianstads län.
Det av sistnämnda två härader samt Ljunits och Herrestads härader bestående fögderiet blev sålunda delat. Denna anordning gynnades av de därvarande fögderitjänstemännens åtagande att åtnöjas med halv lön.
På 1830-talet gjordes framställning om sammanslagning till ett fögderi av Ljunits, Herrestads, Ingelstads och Järrestads härader och även om fögderiets förläggande i sin helhet till ett av länen. Framställningen möttes med motstånd av en del ortsbor och gick inte igenom.
Fögderierna i Kristianstads län hade under den förflutna tiden inte förnyats, men i Malmöhus län har endast Frosta och Färs häraders fögderi bibehållits oförändrat.
Kronolänsmansdistrikten i de båda länen har under tidernas lopp varit utsatta för många förändringar, och kronolänsmännens antal har ofta växlat.
År 1946 reformerades fögderindelningen och därigenom förlorade häraderna sin betydelse för denna.